# Шта би дао да си на мом мјесту
Шта би дао да си на мом мјесту је LP-албум рок-групе Бијело дугме из 1975. у издању дискографске куће Југотон. Пјесме за албум су написане и припремљене у Борикама, малом мјесту крај Рогатице у Подрињу, а снимане су у Лондону новембра 1975. Албум је продат у више од 200.000 примерака.

## Позадина и снимање
Након огромног комерцијалног и критичарског успеха деби албума Бијелог Дугме, Кад би био бијело дугме, и успешне турнеје која је уследила, бенд је у јесен 1975. отишао у село Борике у Источној Босни да ради на песмама за следеће албум.
Снимање албума почело је новембра 1975. године у Лондону. Албум је продуцирао Нил Харисон, који је претходно радио са Кокнијем Ребелом и Гонзалесом. Бас гитару на албуму свирао је вокал бенда Жељко Бебек, пошто је бас гитариста Зоран Реџић повредио средњи прст непосредно пре почетка снимања албума.
Током снимања албума, бенд је снимио песму на енглеском језику "Playing the Part", која није објављена на албуму, али се појавила на промо синглу који је дистрибуиран новинарима. Текст песме "Playing the Part" написао је Дејв Таунсенд; Извршни директор Југотона Вељко Деспот, који је током снимања албума боравио са бендом у Лондону, тражећи некога да напише текст на енглеском, контактирао је уметничку агенцију која је послала Таунсенда.

## Листа пјесама
1. „Тако ти је мала моја кад љуби Босанац“ (3:52)
2. „Хоп-цуп“ (2:18)
3. „Дошао сам да ти кажем да одлазим“ (3:36)
4. „Не гледај ме тако и не љуби ме више“ (6:46)
5. „Пожурите коњи моји“ (7:17)
6. „Бекрија си цијело село виче е па јесам, шта се кога тиче“ (2:47)
7. „Шта би дао да си на мом мјесту“ (7:42)

- Музику и текст написао Горан Бреговић (осим пјесме „Шта би дао да си на мом мјесту“, чији је текстописац Душко Трифуновић).

## Пријем
Албум је постигао велики комерцијални успех у Југославији, песме "Тако ти је, мала моја, кад љуби Босанац", "Дошао сам да ти кажем да одлазим", "Не гледај ме тако и не љуби ме више" и "Пожурите, коњи моји" који постају хитови широм земље и албум се продаје у више од 200.000 примерака. Након првих 50.000 продатих плоча, Шта би дао да си на мом мјесту постао је први југословенски албум који је уписан као дијамантска плоча. После више од 100.000 продатих примерака, постала је прва платинаста плоча у историји југословенске дискографије, а након што је достигла тиражу од 200.000 примерака, означена је једноставно као „2× дијамантска плоча“.

### Новогодишња изведба за Тита
Одмах по изласку албума заказана је почетна промоција на новогодишњем концерту 1976. године у београдској хали спортова уз Поп машину, Булдожер и Цод као предгрупе. Међутим, пет дана пред Нову годину, бенд је отказао концерт због позива да наступи за председника Југославије Јосипа Броза Тита у Хрватском народном казалишту (ХНК) у Загребу у оквиру прославе Нове године.

Наступ за осамдесеттрогодишњег председника није ишао онако како је бенд очекивао, о чему је Бреговић причао у разним медијским иступима након распада Југославије:
| „ | По ономе што смо сазнали, разлог зашто је уопште знао за нас били су неки од његових унука који су волели да певају уз „Тако ти је, мала моја, кад љуби Босанац“, па су његови водитељи закључили да ће му се свидети да то чује лично. Већ смо свирали када су Тито и Јованка ушли у позориште да заузму своја места и за неколико секунди се покрио ушима јер није могао да поднесе буку. То је био моментални сигнал председничким људима који су почели да нас шушкају: 'Тише, тише' након чега је ни минут касније уследила наредба 'Прекините све'. Отерали су нас са бине, а они су довели оперу и балет... То је био наш наступ за Тита — двадесет тактова музике. Још један утисак из те ноћи била је еротска енергија коју сам осетио како виси у ваздуху у тренутку када су Тито и Јованка ушетали у позориште. Простор бекстејџа био је пун балерина и певачица из хора и могли сте да чујете јауке у овом скоро хистеричном узбуђењу... | ” |

У годинама након тога, Бебек се осврнуо и на наступ бенда за Тита. 1976. године, месецима након наступа, писао је за часопис Џубокс о личним осећањима које је догађај изазвао у њему. У објављеном делу, певач изражава одушевљење што је добио прилику да наступи за „најпоштованијег и најдражег госта“, док повлачи паралеле са узбуђењем свог јединог претходног личног виђења Тита током на Штафети младости у Сарајеву. Међутим, током телевизијског интервјуа 2018. године, он се много другачије присетио наступа Бијелог дугмета за Тита:
| „ | Наш менаџер [Владимир] Михаљек нам је рекао: 'Звали су из Предсједништва, морате за Нову годину свирати за Тита у ХНК у Загребу', а ми смо били: 'Добро, ако морамо'. Проблем је био у томе што смо већ били резервисани за наступ у Београду која ће нам донети еквивалент од 100.000 долара у данашњем новцу — веома уносна сума за један наступ која би била одлична за наш слабашан финансијски резултат у то време . Али Титови момци су нас уверавали: 'Ма не, нема проблема, нема потребе да се осећате лоше због отказивања свирке у Београду јер ћете овде добити плату'. И били смо плаћени, али је било само 2.000 долара. Појавили смо се у ХНК дан прије наступа и нисмо смјели отићи до сутрадан. Заглавили су нас у подрум позоришта, а обезбеђење није хтело да изађемо напоље нити да се крећемо по згради. У основи смо били заплењени у подруму ХНК два дана. Подигли су нас на сцену као пацове, а онда се одмах вратило после кратког извођења „Патим, ево, десет дана“. Било је понижавајуће. Цело искуство је оставило веома горак укус у мојим устима. Што се тиче утиска који смо на њега оставили, он није могао мање да брине о нама. Пухао је у лулу, показујући врло мало интересовања за то ко смо и шта радимо. | ” |

У југословенској штампи је било извештаја да је наступ Бијелог дугмета за Тита можда имао нешто, барем делимично, са изненадним отпуштањем менаџера бенда Михаљека који се десио недељама раније. Михаљека су наводно у децембру 1975. контактирали Титови представници из југословенског председничког протокола који нису знали да он више не представља бенд. Знајући да је Бијело дугме већ било резервисано за уносан новогодишњи наступ у Београду и свестан да ће вербална обавеза према Председништву Југославије на овај или онај начин морати да се испоштује (чак и ако је то значило отказивање већ договореног београдског наступа бенду финансијска штета), Михаљек је, како се наводи, одлучио да узврати својим бившим клијентима прихватањем председничког позива иако није био овлашћен да то учини. Говорећи о наводно подмуклој улози Михаљека у наступу бенда за Тита, новинар Душан Весић је рекао: „Чак и да је Михаљек успео да се освети тако што их је натерао да изгубе сав тај новац, он им је несвесно учинио дугорочну услугу јер је виђен како наступа за Тита. послао снажан имплицитан сигнал свим извршним апаратчицима на југословенској телевизији да је бенд сада недодирљив када су у питању ТВ наступи у Југославији”.

## Наслеђе
Рекордна продаја албума, као и огромна популарност нумере „Тако ти је, мала моја, кад љуби Босанац” међу свим слојевима југословенског друштва, поред велике ротације на југословенском радију, подстакли су режисерку Соју Јовановић да уврсти хит песму у њен  ТВ филм Телевизије Београд из 1976. године Извињавамо се, много се извињавамо.
Албум се 1998. године нашао као 17. на листи 100 највећих југословенских рок и поп албума. 2015. године омот албума Шта би дао да си на мом мјесту заузео је 10. мјесто на листи 100 омота југословенског рока.

## Чланови групе
- Жељко Бебек - вокал
- Зоран Реџић - бас-гитара
- Ипе Ивандић - бубњеви
- Владо Правдић - синтисајзер
- Горан Бреговић - гитара

## Сарадници
- Нил Харисон - продуцент
- Вељко Деспот - уредник
- Драган С. Стефановић - омот
- Питер Хендерсон - сниматељ
- Најџел, Рос и Гари - оператори
- Крис Блер - резао плочу